# قمر هادي (مسلسل)
قمر هادي مسلسل تلفزيوني مصري درامي عرض في رمضان 1440هـ/2019م.

## قصة المسلسل
تدور أحداث المسلسل في إطار درامي مليء بالتشويق والإثارة، فتتناول الأحداث قصة أحد تجار المخدرات، ويدعى (هادي أبو المكارم)، كان  يمتلك معرضًا للسيارات الفارهة، يديره كستار لغسيل الأموال من تجارة المخدرات؛ ولكنه يجد نفسه فاقدًا للذاكرة بعد تعرضه لحادث مروع على الطريق، وتوهمه عائلته أنه كذلك للانتقام منه، ومع مرور الوقت يتذكر بعض الأشياء، ومع هذا نجد أن شخصيته كانت تتغير عندما يظهر القمر في السماء، حتى أن ابنته خافت من معاملته، فهل للقمر علاقة بشخصيته أم الخمر والمخدرات أم شيء آخر؟!

## طاقم العمل
- هاني سلامة
- داليا مصطفى
- محمد علاء
- يسرا اللوزي
- محسن محيي الدين
- هالة فاخر
- تامر فرج
- رشدي الشامي
- إنعام سالوسة
- نورهان
- ريم عبد القادر
- محمد عزمي

## وصلات خارجية
- صفحة مسلسل قمر هادي على موقع السينما.كوم